# Dedication
Dedication (Toewijding) is een compositie voor cello en piano van Erkki-Sven Tüür.
De compositie van 7 minuten is een soort sonate voor cello en piano, maar de normale gang van zaken binnen de sonatevorm wordt iedere keer gestopt. De ontwikkeling van het thema wordt iedere keer onderbroken door een strijk langs de pianosnaren met een strijkstok. Dat geeft het effect of de adem even wordt ingehouden, daarna gaat de compositie verder, maar wordt een ander thema opgepakt. De piano wordt dus af en toe bespeeld als de cello; omgekeerd is het ook het geval; de snaren van de cello wordt beslagen of door de pizzicatotechniek bespeeld.
Het strijken langs de pianosnaren heeft een vervreemdend effect. Bij een aanslag op een snaar van de piano blijft de toon met zijn boventonen doorklinken; bij het bespelen van de snaren met een strijkstok klinken alleen de boventonen door, een iel en angstig geluid. De cellist moet die tonen dan zien te overnemen door middel van de flageolettechniek.
Het werk is geschreven in memoriam van Kunder Sink, over wie niets terug te vinden is.

## Bron en discografie
- Uitgave ECM Records; Leho Karin, cello; Maritt Gerretz-Traksman, piano